# Maybe (Machine-Gun-Kelly-Lied)
Maybe (englisch vielleicht) ist ein Lied des US-amerikanischen Musikers Machine Gun Kelly. Es wurde am 16. März 2022 über Bad Boy Entertainment veröffentlicht und ist die vierte Single aus seinem sechsten Studioalbum Mainstream Sellout.

## Inhalt
Maybe ist ein Pop-Punk--Song, der von Colson Baker, Travis Barker, Nick Long, Brandon Allen, Stephen Basil, Oliver Sykes, Jordan Fish und Omer Fedi geschrieben wurde. Der Text ist in englischer Sprache verfasst. Maybe ist 2:50 Minuten lang, wurde in der Tonart F-Moll geschrieben und weist ein Tempo von 88 BPM auf. Produziert wurde das Lied von Travis Barker. Maybe beginnt mit einem auf einer Akustischen Gitarre gespielten Intro, bevor Machine Gun Kelly „2, 3, 5“ anzählt und das Lied sich in Richtung Pop-Punk ändert. Die erste Strophe wird von Machine Gun Kelly, die zweite Strophe von Oliver Sykes gesungen. Während der Bridge verwendet Oliver Sykes Screams, die von klarem Gesang von Machine Gun Kelly begleitet werden.
Machine Gun Kelly trauert um die Auflösung einer Beziehung. Während der ersten Strophe wird er gefühllos hinsichtlich seiner Emotionen und will von seinen Problemen weglaufen. Während des Refrains entschließt er sich, seinen Problemen nicht ins Auge zu sehen und sich stattdessen hinter Alkohol zu verstecken. Während der zweiten Strophe wird klar, dass Machine Gun Kelly selbst die Person ist, die ihm am meisten wehtat. In der Bridge wird deutlich, dass die Beziehung zum Scheitern verurteilt war und Machine Gun Kelly sich nicht in Selbstmitleid verfangen sollte.
Am 25. März 2022 wurde ein Musikvideo zu dem Lied veröffentlicht, bei dem Marc Klasfeld Regie führte. Das Video wurde in dem Wolkenkratzer The Shard in London gedreht und zeigt Machine Gun Kelly, der singt und Gitarre spielt, Bring Me the Horizons Sänger Oliver Sykes sowie Travis Barker am Schlagzeug. Die restlichen Mitglieder von Bring Me the Horizon sind nicht zu sehen. Während des Videos sieht man, wie die Glasfassade des Wolkenkratzers zerbricht. Die Scherben bilden eine dunkle Wolke über der Stadt.

## Rezensionen
Ricky Aarons vom Onlinemagazin Wall of Sound beschrieb Maybe als „ordentliches Lied“, dass für „Alternative-Fans auf dem Album herausstechen würde“. Emily Carter vom britischen Magazin Kerrang! bezeichnete Maybe als „massiven Knaller“. Emperor Rhombus vom Onlinemagazin Metal Sucks schrieb, dass die Kollaboration zwischen Machine Gun Kelly und Bring Me the Horizon „so fade und vorhersehbar wäre, wie man es sich hätte vorstellen können“.
Maybe wurde häufig mit dem Lied Misery Business von Paramore verglichen. Malin Jerome Weber vom Onlinemagazin Morecore.de ging sogar weiter und hoffte, dass sich Machine Gun Kelly bei der Paramore erkenntlich zeigt und der Band eine Autorenbeteiligung zugesteht, so wie es Olivia Rodrigo bei ihrem Titel Good 4 U machte.

## Kommerzieller Erfolg

### Chartplatzierungen
| ChartsChartplatzierungen            | Höchstplatzierung | Wochen |
| ----------------------------------- | ----------------- | ------ |
| Deutschland (GfK)                   | 68 (2 Wo.)        | 2      |
| Österreich (Ö3)                     | 40 (2 Wo.)        | 2      |
| Vereinigte Staaten (Billboard)      | 68 (2 Wo.)        | 2      |
| Vereinigte Staaten (Billboard Rock) | 6 (20 Wo.)        | 20     |
| Vereinigtes Königreich (OCC)        | 39 (4 Wo.)        | 4      |

### Auszeichnungen für Musikverkäufe
| Land/Region                  | Auszeichnungen für Musikverkäufe (Land/Region, Auszeichnung, Verkäufe) | Verkäufe |
| ---------------------------- | ---------------------------------------------------------------------- | -------- |
| Brasilien (PMB)              | Gold                                                                   | 20.000   |
| Kanada (MC)                  | Gold                                                                   | 40.000   |
| Vereinigtes Königreich (BPI) | Silber                                                                 | 200.000  |
| Insgesamt                    | 1× Silber · 2× Gold ·                                                  | 260.000  |